# Naturbahnrodel-Europameisterschaft 1975
Die 5. FIL Naturbahnrodel-Europameisterschaft fand vom 5. bis 9. Februar 1975 in Feld am See in Österreich statt. Die Rodelbahn „Mirnock 73“ hatte eine Länge von 1094,5 Metern.

## Einsitzer Herren
| Platz | Name                | Zeit |
| ----- | ------------------- | ---- |
| 01    | Alfred Kogler       | ?    |
| 02    | Erich Graber        | ?    |
| 03    | Helmut Hutter       | ?    |
| 04    | Gottfried Lexer     | ?    |
| 05    | Damiano Lugon       | ?    |
| 06    | Egon Tronegger      | ?    |
| 07    | Anton Weißbacher    | ?    |
| 08    | Klaus Motz          | ?    |
| 09    | Erwin Eichelberger  | ?    |
| 10    | Paul Mitterstieler  | ?    |
| 11    | Josef Trojer        | ?    |
| 12    | Germano Voyat       | ?    |
| 13    | Engelbert Fuchs     | ?    |
| 14    | Andrea Millet       | ?    |
| 15    | Josef Ploner        | ?    |
| 16    | Willi Galsterer     | ?    |
| 17    | Ernst Stangl        | ?    |
| 18    | Josef Mahlknecht    | ?    |
| 19    | Johann Mair         | ?    |
| 20    | Helmut Kleinhofer   | ?    |
| 21    | Josef Hilgarter     | ?    |
| 22    | Josef Niedermair    | ?    |
| 23    | Robert Jud          | ?    |
| 24    | Ernst Scheuchl      | ?    |
| 25    | Michael Plaickner   | ?    |
| 26    | Albert Eichelberger | ?    |
| 27    | Vitus Gansler       | ?    |
| 28    | Battista Pieiller   | ?    |
| 29    | Vinko Lavtižar      | ?    |
| 30    | Georg Spindler      | ?    |
| 31    | Viko Debeljak       | ?    |
| 32    | Edwin Wipf          | ?    |
| 33    | Erich Hedinger      | ?    |
| 34    | Walter Renn         | ?    |
| 35    | Lubomír Vymazal     | ?    |
| 36    | Wilfried Braun      | ?    |
| 37    | Josef Spindler      | ?    |
| 38    | Janez Bahun         | ?    |
| 39    | Helmut Freudig      | ?    |
| 40    | Nicolae Stavarache  | ?    |
| 41    | Valentin Paiuc      | ?    |
| --    | Christof Rüegg      | DNF  |
| --    | Hubert Mairamhof    | DNS  |

Der Österreicher Alfred Kogler wurde Europameister im Einsitzer der Herren. Die Silbermedaille gewann der Titelverteidiger Erich Graber aus Italien, der mit Robert Jud Europameister im Doppelsitzer wurde. Bronze ging an den Österreicher Helmut Hutter.

## Einsitzer Damen
| Platz | Name                  | Zeit |
| ----- | --------------------- | ---- |
| 01    | Klara Niedertscheider | ?    |
| 02    | Annemarie Ebner       | ?    |
| 03    | Elfriede Pirkmann     | ?    |
| 04    | Roswitha Fischer      | ?    |
| 05    | Berta Pichler         | ?    |
| 06    | Helene Mitterstieler  | ?    |
| 07    | Hilde Scharf          | ?    |
| 08    | Hilde Palfinger       | ?    |
| 09    | Monika Auer           | ?    |
| 10    | Josefine Steininger   | ?    |
| 11    | Eveline Castelli      | ?    |
| --    | Irma Taschler         | DNF  |
| --    | Lea Voyat             | DNF  |

Wie schon bei den ersten vier Europameisterschaften ging auch in diesem Jahr der Titel im Damen-Einsitzer an Österreich und zum vierten Mal in Folge gewannen die Österreicherinnen alle drei Medaillen. Klara Niedertscheider, die schon 1971 und 1974 Europameisterin war, gewann zum dritten Mal die Goldmedaille. Die Silbermedaille ging an Annemarie Ebner, die 1971 ebenfalls Silber und 1974 Bronze gewonnen hatte. Die Bronzemedaille gewann Elfriede Pirkmann, die 1973 Europameisterin und im Vorjahr Zweite war.

## Doppelsitzer
| Platz | Name                                 | Zeit |
| ----- | ------------------------------------ | ---- |
| 01    | Robert Jud – Erich Graber            | ?    |
| 02    | Engelbert Fuchs – Gottfried Kreuzer  | ?    |
| 03    | Ernst Stangl – Erwin Eichelberger    | ?    |
| 04    | Wolfgang Erlacher – Alfred Kogler    | ?    |
| 05    | Josef Mahlknecht – Josef Planötscher | ?    |
| 06    | Johann Mair – Michael Plaickner      | ?    |
| 07    | Siegfried Wild – Othmar Hofer        | ?    |
| 08    | Josef Trojer – Otto Bachmann         | ?    |
| 09    | Heribert Wagner – Wolfgang Wagner    | ?    |
| 10    | Georg Spindler – Vitus Gansler       | ?    |
| 11    | Damiano Lugon – Andrea Millet        | ?    |
| 12    | Vinko Lavtižar – Viko Debeljak       | ?    |
| --    | Josef Niedermair – Werner Niedermair | DNF  |
| --    | Franz Donauer – Helmut Hutter        | DNF  |

Die Italiener Robert Jud und Erich Graber, die im Vorjahr bereits den zweiten Platz erreicht hatten, wurden Europameister im Doppelsitzer. Die Silbermedaille gewannen die Österreicher Engelbert Fuchs und Gottfried Kreuzer, Bronze ging an ihre Landsmänner Ernst Stangl und Erwin Eichelberger.

## Medaillenspiegel
| Platz | Land       | Gold | Silber | Bronze | Gesamt |
| ----- | ---------- | ---- | ------ | ------ | ------ |
| 1.    | Österreich | 2    | 2      | 3      | 7      |
| 2.    | Italien    | 1    | 1      | —      | 2      |